# Goldwyn Pictures
La Goldwyn Pictures Corporation va ser una companyia productora cinematogràfica dels Estats Units activa entre els anys 1916 i 1924. L'estudi, que va tenir un èxit moderat, va ser fundat per Samuel Goldwyn el 19 de novembre de 1916. El 1924 es va fusionar per crear la Metro-Goldwyn-Mayer que va heretar com a part de la marca l'icònic lleó que rugia al principi de les pel·lícules.

## Història
Samuel Goldwyn (que en aquell moment encara portava el cognom de Goldfish) havia fundat amb el seu cunyat Jesse L. Lasky la productora Jesse L. Lasky's Feature Film Company que va assolir un èxit important després de contractar com a director novell Cecil B. DeMille. Anys després, el 1916, la productora es va fusionar amb la Famous Players d'Adolph Zuckor. degut a diferències de caràcter, Lasky va ser obligat a triar entre Goldfish, de qui feia poc la seva germana s'havia divorciat, i Zuckor, per lo que 6 mesos després Goldfish va ser forçat a abandonar la companyia. Poc després, el 19 de novembre de 1916, amb els 900.000 dòlars rebuts en ser acomiadat, Goldfish fundava la “Goldwyn Pictures Corporation” conjuntament amb Edgar i Archibald Selwyn, Arthur Hopkins, tots tres productors de Broadway, i l'escriptora Margaret Mayo, esposa d'Edgar Selwyn. Edgar i Archibald eren propietaris d'una llarga llista de drets d'autors teatrals que podien ser aprofitats en la realització de les pel·lícules. Margaret Mayo esdevindria guionista i Arthur Hopkins director general. El nom de la companyia provenia de la fusió dels dos cognoms (Goldfish i Selwyn).
Al principi, Goldwyn Pictures arrendava l'estudi a Solax Studios i poc després els de la Universal, tots dos a Fort Lee. D'aquesta manera disposava de dues companyies que operaven a la vegada. La seva primera pel·lícula va ser Polly of the Circus (1917), adaptada d'una obra de Margaret Mayo. La companyia va continuar la idea desenvolupada per Zuckor de contractar grans actriusde teatre com a reclam publicitari. Entre elles, es podrien destacar Madge Kennedy o Jane Cowl o la soprano Geraldine Farrar. De totes elles, només Kennedy i Farrar van tenir èxit. Adonant-se de la necessitat de contractar estrelles de cinema reconegudes, la companyia va contractar Mae Marsh i Mabel Normand, però aquestes no aconseguirien mai els èxits pretèrits sota els auspicis del productor. Per tal d'incrementar la qualitat artísitca dels guions, Goldfish també es va associar amb el professor Victor Freeburg que impartia guionatge a la Columbia University.
La companyia va tenir una sèrie de contratemps importants. El 1917 va produir “Thais” que esdevindria un dels majors fracassos financers del cinema mut. El gener de 1918, Goldfish va signar un contracte amb Raoul Walsh i el va anunciar prematurament, sense considerar que aquest li quedaven dos anys de contracte amb la Fox. Aquell 1918, Goldwyn va comprar la Triangle a Culver City, a Califòrnia, i aquell hivern hi traslladà la companyia. Finalment, també el 1918, sense consultar els seus socis, va decidir canviar-se el nom de Goldfish pel de Goldwyn. Aquest fet sumat al seu caràcter altament independent i a les pèrdues econòmiques va fer que els accionistes acabessin forçant el març del 1922 la seva sortida. Goldwyn era acomiadat per segon cop d'una companyia que havia fundat.
L'abril de 1924 la Goldwyn Pictures va contactar Marcus Loew de la Metro per proposar una fusio de les dues companies. Louis B. Mayer va assabentar-se del projecte i va proposar fusionar també la seva productora. D'aquesta manera naixia la Metro-Goldwyn-Mayer. El 1965 es va produir un incendi a la volta de la MGM que va destruir la majoria de negatius i copies de les pel·lícules de la Goldwyn Pictures que s'emmagatzemaven allà.

## Filmografia
- Polly of the Circus (1917)
- Baby Mine (1917)
- Fighting Odds (1917)
- The Spreading Dawn (1917)
- Sunshine Alley (1917)
- Nearly Married (1917)
- The Cinderella Man (1917)
- Thais (1917)
- Fields of Honor (1918)
- Dodging a Million (1918)
- Go West, Young Man (1918)
- Our Little Wife (1918)
- The Beloved Traitor (1918)
- The Floor Below (1918)
- The Splendid Sinner (1918)
- The Face in the Dark (1918)
- The Danger Game (1918)
- Joan of Plattsburg (1918)
- The Fair Pretender (1918)
- All Woman (1918)
- The Venus Model (1918)
- The Service Star (1918)
- The Glorious Adventure (1918)
- Back to the Woods (1918)
- The Border Legion (1918)
- Friend Husband (1918)
- Money Mad (1918)
- The Turn of the Wheel (1918)
- Peck's Bad Girl (1918)
- Just for Tonight (1918)
- The Kingdom of Youth (1918)
- Hidden Fires (1918)
- Thirty a Week (1918)
- A Perfect 36 (1918)
- The Hell Cat (1918)
- A Perfect Lady (1918)
- The Racing Strain (1918)
- Day Dreams (1919)
- The Bondage of Barbara (1919)
- Shadows (1919)
- The Woman on the Index (1919)
- Sis Hopkins (1919)
- Daughter of Mine (1919)
- Spotlight Sadie (1919)
- A Man and His Money (1919)
- The Pest (1919)
- The Eternal Magdalene (1919)
- The Stronger Vow (1919)
- One Week of Life (1919)
- Leave It to Susan (1919)
- When Doctors Disagree (1919)
- One of the Finest (1919)
- The Fear Woman (1919)
- The Crimson Gardenia (1919)
- The City of Comrades (1919)
- Through the Wrong Door (1919)
- Upstairs (1919)
- The Peace of Roaring River (1919)
- Heartsease (1919)
- Lord and Lady Algy (1919)
- The World and Its Woman (1919)
- Strictly Confidential (1919)
- Almost a Husband (1919)
- Flame of the Desert (1919)
- Bonds of Love (1919)
- Jubilo (1919)
- The Loves of Letty (1919)
- Jinx (1919)
- Toby's Bow (1919)
- The Gay Lord Quex (1919)
- Pinto (1920)
- Water, Water, Everywhere (1920)
- The Blooming Angel (1920)
- The Street Called Straight (1920)
- The Paliser Case (1920)
- Duds (1920)
- The Little Shepherd of Kingdom Come (1920)
- The Woman and the Puppet (1920)
- The Strange Boarder (1920)
- The Woman in Room 13 (1920)
- Jes' Call Me Jim (1920)
- Dollars and Sense (1920)
- A Double-Dyed Deceiver (1920)
- The Great Accident (1920)
- Cupid the Cowpuncher (1920)
- The Penalty (1920)
- The Slim Princess (1920)
- Earthbound (1920)
- The Truth (1920)
- Stop Thief (1920)
- Milestones (1920)
- Honest Hutch (1920)
- Madame X (1920)
- Officer 666 (1920)
- The Man Who Had Everything (1920)
- Godless Men (1920)
- Just Out of College (1920)
- The Great Lover (1920)
- Guile of Women (1920)
- What Happened to Rosa (1920)
- Help Yourself (1920)
- Bunty Pulls the Strings (1921)
- The Girl with the Jazz Heart (1921)
- Hold Your Horses (1921)
- The Highest Bidder (1921)
- The Concert (1921)
- Boys Will Be Boys (1921)
- For Those We Love (1921)
- A Tale of Two Worlds (1921)
- Roads of Destiny (1921)
- An Unwilling Hero (1921)
- Snowblind (1921)
- Made in Heaven  (1921)
- A Voice in the Dark (1921)
- The Old Nest (1921)
- Don't Neglect Your Wife (1921)
- Oh Mary Be Careful (1921)
- The Ace of Hearts (1921)
- All's Fair in Love (1921)
- Beating the Game (1921)
- Dangerous Curve Ahead (1921)
- Doubling for Romeo (1921)
- The Invisible Power (1921)
- The Grim Comedian (1921)
- The Man from Lost River (1921)
- Pardon My French (1921)
- The Poverty of Riches (1921)
- From the Ground Up (1921)
- A Poor Relation (1921)
- Voices of the City (1921)
- Grand Larceny (1922)
- Man with Two Mothers (1922)
- Watch Your Step (1922)
- Sherlock Holmes (1922)
- Come on Over (1922)
- When Romance Rides (1922)
- Head over Heels (1922)
- Yellow Men and Gold (1922)
- His Back Against the Wall (1922)
- Mr. Barnes of New York (1922)
- The Wall Flower (1922)
- Dust Flower (1922)
- Remembrance (1922)
- The Sin Flood (1922)
- Brothers Under the Skin (1922)
- Hungry Hearts (1922)
- A Blind Bargain (1922)
- Broken Chains (1922)
- The Glorious Fool (1922)
- The Christian (1923)
- Gimme (1923)
- Look Your Best (1923)
- Lost and Found on a South Sea Island (1923)
- Souls for Sale (1923)
- Three Wise Fools (1923)
- The Spoilers (1923)
- Red Lights (1923)
- Six Days (1923)
- Dr. Sunshine (1923)
- The Eternal Three (1923)
- Slave of Desire (1923)
- The Day of Faith (1923)
- In the Palace of the King (1923)
- The Rendezvous  (1923)
- Reno (1923)
- Wild Oranges (1924)
- Name the Man (1924)
- Three Weeks (1924)
- Nellie, the Beautiful Cloak Model (1924)
- True as Steel (1924)
- The Recoil (1924)
- Tarnish (1924)